# Ali Oseku
Ali Riza Oseku (ur. 25 lutego 1944 w Tiranie, zm. 2 kwietnia 2024 tamże) – albański malarz i grafik.

## Życiorys
Był synem krawca Bajrama Oseku i Sadije. W 1963 ukończył liceum artystyczne Jordan Misja w Tiranie. W 1969 ukończył studia z zakresu malarstwa w Akademii Sztuk w Tiranie. Po studiach przez trzy lata pracował jako scenograf i kostiumograf w Teatrze Opery i Baletu. W 1973 był represjonowany za tworzenie dzieł niezgodnych z obowiązującym kanonem socrealistycznym. Początkowo skierowany na reedukację do kombinatu metalurgicznego w Elbasanie, a w kwietniu 1975 aresztowany. 15 sierpnia 1975 Sąd Okręgowy w Elbasanie, pod przewodnictwem Sefedina Tabaku uznał Oseku winnym i skazał go na 4 lata pozbawienia wolności i zakaz wykonywania zawodu malarza. Jednym z dowodów przeciwko "wrogiej działalności" Oseku były zeznania, potwierdzające, że korzystał z prohibitów ze zbiorów biblioteki Uniwersytetu Tirańskiego.
Osadzony w więzieniu w Spaçu. Po opuszczeniu więzienia w kwietniu 1979 pracował jako robotnik. Do kariery artystycznej powrócił w latach 90. XX wieku. W latach 1993–1997 wystawiał swoje prace na wystawach zbiorowych organizowanych w Narodowej Galerii Sztuki w Tiranie. W 1994 prace Oseku znalazły się na wystawie w Węgierskim Centrum Kultury w Warszawie. W 2000 Galeria Zumbulakis w Atenach zorganizowała indywidualną wystawę dzieł artysty. Wystawiał także w Tunezji i we Włoszech (Mediolan). W 2011 zorganizowano w Narodowej Galerii Sztuki wystawę indywidualną dzieł Oseku, a we wrześniu 2023 otwarto retrospektywną wystawę dzieł artysty All light we cannot see obejmującą 46 prac powstałych w latach 2003-2023.
W latach 1998–2014 kierował katedrą grafiki w Uniwersytecie Sztuk w Tiranie.
Był żonaty, miał córkę Aisel. Zmarł po długiej chorobie.